# Aeroporto de Salzburgo
O Aeroporto de Salzburgo (em alemão: Flughafen Salzburg) (IATA: SZG, ICAO: LOWS) é um aeroporto internacional localizado na cidade de Salzburgo, na Áustria.